# Lobocleta cocaria
Lobocleta cocaria är en fjärilsart som beskrevs av William Schaus 1901. Lobocleta cocaria ingår i släktet Lobocleta och familjen mätare. Inga underarter finns listade i Catalogue of Life.